# Éric Ollu
Éric Ollu est un sonneur, musicien traditionnel et facteur d’instruments bretons.

## Biographie
Né le 30 mars 1966 à Leuhan (Finistère). Musicien autodidacte dès son plus jeune âge, la formation d’Éric Ollu s’est effectuée auprès de nombreux sonneurs proches de la tradition et tout particulièrement de Yann-Corentin ar Gall qui l’a initié à la facture instrumentale.

## Activités
Parallèlement à une activité de musicien professionnel (en tant que sonneur de couple et dans le cadre de groupes musicaux bretons tels que Tud, Skolvan, etc.) et de professeur de musique, Éric Ollu est installé comme artisan facteur d’instruments à Audierne (4, rue Pascal).
Éric Ollu produit des bombardes, et des binious en diverses tonalités ainsi que des hautbois, eux aussi en diverses tonalités. Sa production s’effectue exclusivement de manière traditionnelle par tournage manuel, Éric Ollu rejetant, par principe, l’usage des tours à copier et autres artifices, chaque instrument est donc une pièce unique. En sus de sa production d’instruments, Éric Ollu effectue des restaurations d’instruments anciens pour des musées ou des particuliers.

## Discographie
Avec le Groupe Tud :
- Album « Setu »
- Album «  Deus Kerne »
- Album « La plume de paon »